# Obiettivo Luna (fumetto)
Obiettivo Luna (Objectif Lune) è il sedicesimo episodio della serie a fumetti Le avventure di Tintin. Il seguito della storia si trova nell'episodio successivo, Uomini sulla Luna.

## Trama
In questa avventura Tintin, giovane reporter e protagonista, parte assieme all'inseparabile capitano Haddock alla volta della Syldavia, dove il loro amico Girasole sta conducendo dei misteriosi studi. Una volta sul posto, i due scoprono che il professor Girasole sta partecipando ad un programma spaziale che ha come obiettivo di far atterrare il primo essere umano sulla Luna. Ma una potenza straniera pare molto interessata ai lavori, e le spie si annidano ovunque. Fra peripezie, gag e momenti di suspense il progetto va infine in porto, e un equipaggio composto da Tintin, Haddock, Girasole, Wolff (un ingegnere collega di Girasole) e naturalmente il cagnolino Milù si imbarca sul razzo Zalba diretto verso la Luna.

## Storia editoriale
Questa avventura, scritta nel 1954, 15 anni prima della missione dell'Apollo 11 e 3 anni prima del lancio dello Sputnik 1, era considerata allora come fantascientifica. Malgrado le diverse incongruenze dal punto di vista scientifico e tecnico, resta uno dei lavori di Hergé fra i più apprezzati dal pubblico.